# Monoplano du Temple

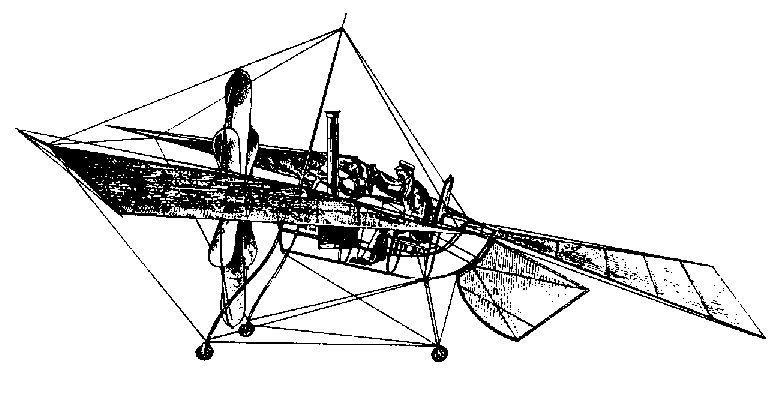
O monoplano du Temple, de 1874.

O monoplano du Temple, foi uma grande aeronave feita de alumínio, construída em Brest na França, pelo oficial de marinha Félix du Temple em 1874.

## Características

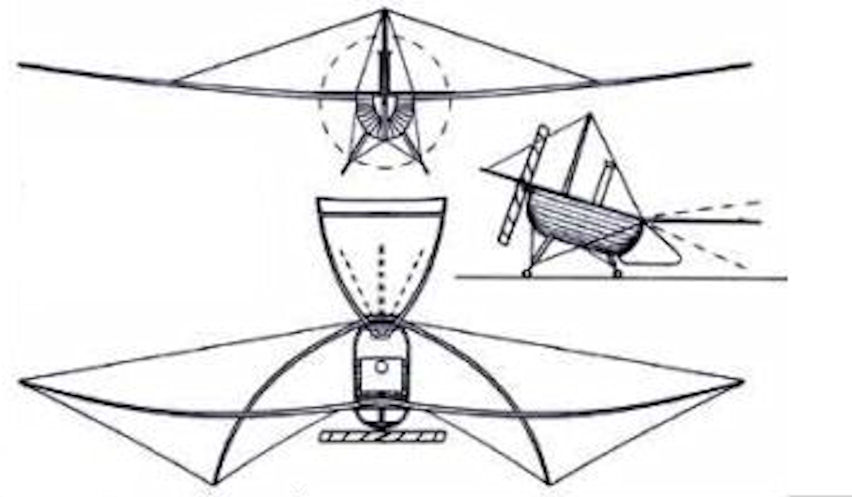
Desenhos da patente do monoplano du Temple, 1874.

O monoplano du Temple tinha envergadura de 13 m, pesando apenas 80 kg sem o piloto. Várias tentativas foram feitas com essa aeronave, e é geralmente reconhecido que ela conseguiu decolar e se manter no ar por um curto período - fato descrito pela Flight International como "período breve e vacilante no ar" - (de uma combinação da sua própria potência fazendo-o descer numa rampa inclinada), planou por um curto período e retornou ao solo de forma segura, tornando-se o primeiro voo motorizado bem sucedido da história, apesar de não ser o primeiro auto propulsado. Ele foi exibido na Exposição Universal de 1878 ("Feira Mundial") em Paris.
A aeronave usava uma versão muito compacta de um motor a vapor para o qual Félix du Temple solicitou uma patente em 18 de abril de 1876. O motor, pesando entre 18 e 20 kg usava tubos muito finos agrupados de forma "a obter a maior superfície de contato para o menor volume possível, por onde a água circulava muito rapidamente, transformando-se em vapor pelas chamas ao redor."
Esse tipo de motor foi usado mais tarde pela Marinha francesa para equipar o primeiro torpedeiro francês:
"Oficiais e engenheiros definiram suas posições a respeito do motor du Temple. Todos proclamaram a sua superioridade... pedidos estão chegando tanto do setor civil quanto do governo francês."